# RTV Emmen
RTV Emmen was de lokale omroep van de Nederlandse gemeente Emmen.
Sinds 1988 verzorgde de lokale omroep Emmen uitzendingen voor de Gemeente Emmen. Eerst onder de naam Radio Emmen, maar sinds de komst van de kabelkrant in 1999 onder de naam RTV Emmen. De omroep beschikte over een studio met twee uitzendunits. De redactieruimte van de omroep werd gedeeld met de kabelkrantredactie. In december 2016 fuseerde de omroep met Radio Loco uit Coevorden en vormde de streekomroep ZO!34.

## Radio
RTV Emmen kende enkele radioprogramma's die vanaf het begin werden uitgezonden, zoals Radio Emmen Sport en Radio Emmen’s Thuisbingo. Het kinderradioprogramma Hoeperdepoep en haar opvolger Radio Emmen’s Kids Radio wonnen in de jaren ‘90 landelijke prijzen bij de Olon Rtv Awards.
In de begintijd zond Radio Emmen haar programma's uit via een monozender, maar omdat de geluidskwaliteit hiervan te wensen overliet is er een actie gehouden voor een stereozender. Deze actie, 'Een Euro voor Stereo', was een succes en RTV Emmen kon in 2003 voor het eerst in stereo uitzenden. Sinds 2005 kent de omroep geen betaalde krachten meer en is dus geheel een vrijwilligersomroep. Jaarlijks worden er nieuwe talenten gescout voor het radiowerk door middel van een talentenjacht op de radio die Sterretje Gezocht heet, hierbij werd onder andere Jordi Warners ontdekt die tegenwoordig bij radiozender Slam! presenteert. Hij presenteert hier onder andere zijn eigen programma, Weekend Jordi. Ook Jorien Renkema werd via RTV Emmen ontdekt, in 2011 werd ze genomineerd voor presentatietalent bij de lokale omroep awards van de Organisatie van Lokale Omroepen in Nederland (OLON). Inmiddels volgt Renkema de 3FM Radio-DJ School en is ze twee dagen in de week te horen in de nacht van 3FM, met haar eigen radioprogramma Jorien.
Een ander voorbeeld van talent is Leo Oldenburger, vanaf de beginjaren van Radio Emmen werkte hij bij de sportafdeling. Momenteel werkt Leo Oldenburger landelijk als sportcommentator voor Fox Sports Eredivisie, Fox Sport International en SBS6.
RTV Emmen zond live-verslagen uit via de radio van wedstrijden van voetbalclubs uit de stad Emmen. FC Emmen werd elke week gevolgd en wat betreft de amateurclubs werd er gerouleerd. De omroep was regelmatig aanwezig bij grote evenementen in de gemeente. Zo was er jaarlijks een verslag van de Gouden Pijl en was men aanwezig bij de Drenthe Marathon in Klazienaveen. Tevens werd verslag gedaan van het jaarlijkse Protos Weering Zaalvoetbal toernooi welke als grootste zaalvoetbaltoernooi van Nederland bekendstaat.
Sinds 1 juni 2015 koos de omroep voor een horizontale programmering zodat ze een breder publiek zouden trekken. Hiernaast werd ook de vormgeving op de radio veranderd in een modernere stijl.

## Televisie

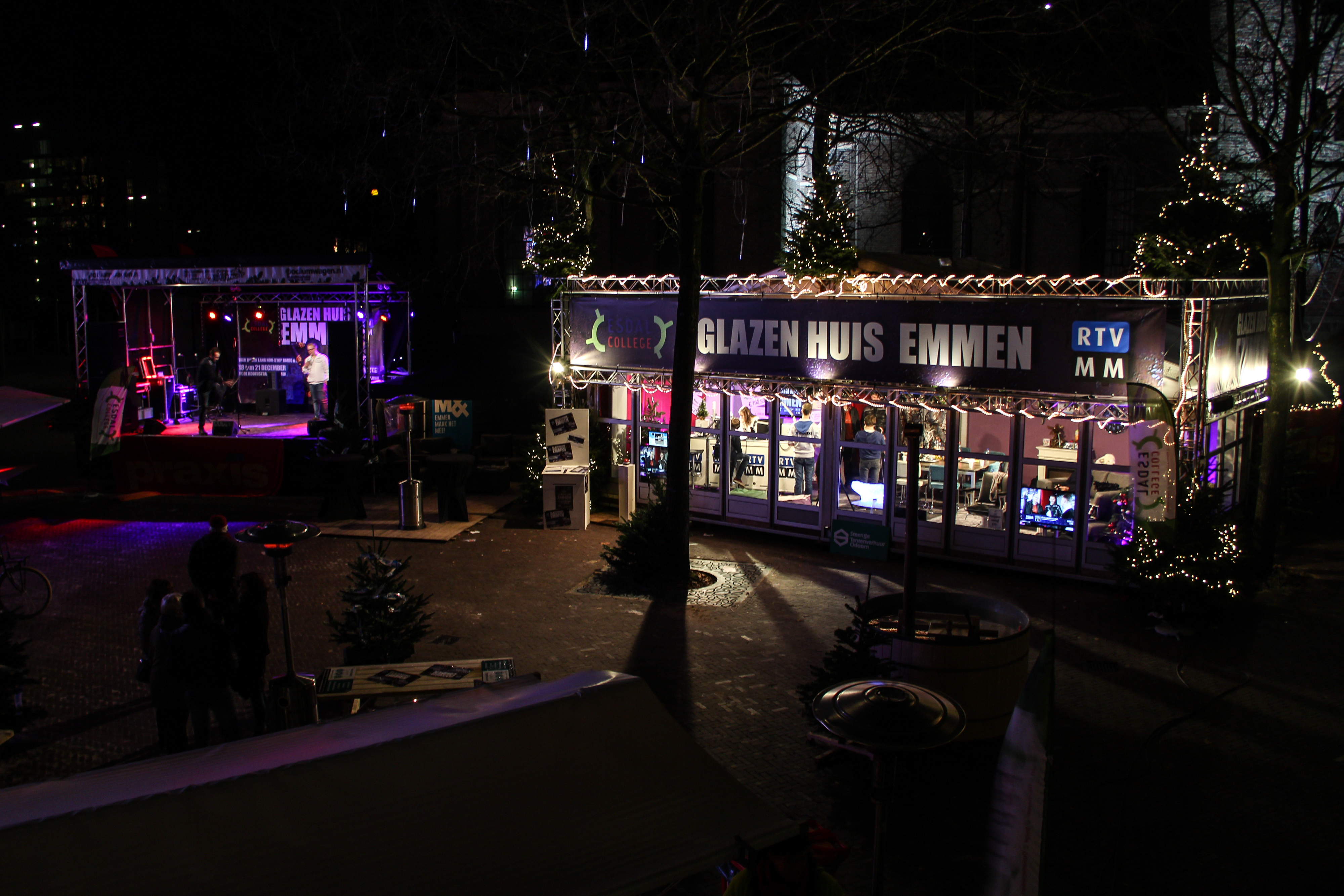
Glazen Huis Emmen 2014

Na lang aarzelen begon de omroep in 1999 met televisie-uitzendingen. De eerste uitzendingen bestonden uit beelden van een webcam die in Dierenpark Emmen stond opgesteld. Zo werd onder andere live de geboorte van een olifantje uitgezonden. In 2001 veranderde men de naam van de omroep in RTV Emmen. Er werd vooral een kabelkrant getoond. Beeld-items waren alleen te zien via het YouTube-kanaal van RTV Emmen op internet.
Sinds het voorjaar van 2013 was RTV Emmen ook digitaal te ontvangen op kanaal 40 bij Ziggo, op het kanaal werden naast de kabelkrant soms ook evenementen uitgezonden. Na het aansluiten bij de MediaHub van de OLON, was RTV Emmen ook te ontvangen via KPN kanaal 578

## Glazen Huis
In 2013 organiseerde de omroep in samenwerking met het Esdal College een eigen variant op Serious Request onder de naam 'Glazen Huis Emmen'. In het centrum werd een glazen huis gebouwd en vanuit daar werd 60 uur non-stop live radio en televisie gemaakt. Naast het huis stonden kraampjes met leerlingen van de school waar eten en drinken werd verkocht. Met de actie werd rond de 25.000 euro opgehaald. In 2014 werd wederom een Glazen Huis neergezet maar werd er een dag langer uitgezonden, ditmaal werd er 34.771 opgehaald met de actie.